# Біляєвське (заповідне урочище)
Біляєвське — один з об'єктів природно-заповідного фонду Луганської області, заповідне урочище місцевого значення.

## Розташування
Заповідне урочище розташоване в Новоайдарському районі Луганської області, на території Кряківського лісництва. Координати: 48° 45' 26" північної широти, 38° 50' 46" східної довготи.

## Історія
Заповідне урочище місцевого значення «Біляєвське» оголошено рішенням виконкому Луганської обласної ради № 72 від 4 лютого 1969 р. (в. ч.), рішенням виконкому Ворошиловградської обласної ради № 251 від 1 серпня 1972 р. (в. ч.), рішенням виконкому Ворошиловградської обласної Ради народних депутатів № 300 від 12 липня 1980 р. (в. ч.), рішенням виконкому Ворошиловградської обласної Ради народних депутатів № 247 від 28 червня 1984 р., рішенням виконкому Луганської обласної Ради народних
депутатів № 92 від 24 березня 1992 р.

## Загальна характеристика
Заповідне урочище «Біляєвське» загальною площею 176,5 га охоплює одне з найбільших у заплаві Сіверського Дінця озер з прилеглими до нього ділянками заплавних листяних лісів, що мають естетичне і природоохоронне значення. Озеро, що за походженням є старицею, має форму складного закруту. Його розміри — 4 км завдовжки, 15-18 м завширшки, максимальна глибина — 3,7 м.

## Рослинний світ
По низьким, заболоченим берегам зростають представники родини осокових: очерет південний, рогіз широколистий. Урочище є одним з небагатьох місць на Луганщині, де збереглась численна популяція латаття білого, угруповання якого занесені до Зеленої книги України.
В заплавному лісі, що оточує озеро представлені діброви, вербняками, осичниками, чорновільшаниками.

## Тваринний світ
Фауна урочища представлена цінними мисливськими видами: заєць-русак, лисиця звичайна, куниця, лось, сарна, свиня дика, єнот уссурійський, борсук лісовий, бобер, ондатра, олень плямистий і олень благородний. В урочищі гніздяться багато водоплавних та інших гідрофільних птахів: качка, лисуха, чирок-тріскунок, чирок-свистунок, кілька видів куликів, лебідь-шипун. В озері водяться риби: лин, карась, короп, щука, краснопірка.